# Вулиця Селянська (Львів)
Вулиця Селянська — вулиця у Шевченківському районі міста Львів, місцевість Замарстинів. Пролягає від вулиці Авраама Лінкольна до вулиці Миколи Хвильового. Траса вулиці приблизно посередині переривається багатоквартирним будинком (№ 12), зведеним у 1980-х роках.

## Історія та забудова
Вулиця виникла у першій третині XX століття, не пізніше 1931 року отримала назву Вєйська (в українському значенні — Сільська), у 1946 році вулицю перейменовано на Селянську.
Забудована одно- та двоповерховими будинками 1930-х років у стилі конструктивізм та типовими п'ятиповерхівками 1970-х-1980-х років.